# Dryopteris schimperiana
Dryopteris schimperiana är en träjonväxtart som först beskrevs av Christian Ferdinand Friedrich Hochstetter, och fick sitt nu gällande namn av Carl Frederik Albert Christensen. Dryopteris schimperiana ingår i släktet Dryopteris och familjen Dryopteridaceae. Inga underarter finns listade.